# Twisted into Form
Twisted into Form (с англ. — «Скрученный в форму») — второй студийный альбом американской трэш-метал-группы Forbidden. В нём присутствует одно изменение в составе по сравнению с их дебютным Forbidden Evil 1988 года — Тим Калверт заменил Глена Элвеласа на гитаре. В результате получился более мелодичный и прогрессивный материал с множеством акустических интерлюдий и более четким звучанием, но менее грубым, чем его предшественник. Это их последний альбом с барабанщиком Полом Бостафом перед тем, как он присоединился к Slayer в 1992 году, когда Forbidden взяли перерыв.

## Список композиций
| №                   | Название                                 | Текст песни             | Музыка                        | Перевод названия                     | Длительность |
| ------------------- | ---------------------------------------- | ----------------------- | ----------------------------- | ------------------------------------ | ------------ |
| 1.                  | «Parting of the Ways» (Инструментальная) | —                       | Тим Калверт, Крэйг Лосикеро   | «Расхождение путей»                  | 1:05         |
| 2.                  | «Infinite»                               | Лосикеро                | Калверт, Лосикеро, Пол Бостаф | «Бесконечность»                      | 5:57         |
| 3.                  | «Out of Body (Out of Mind)»              | Лосикеро, Расс Андерсон | Калверт, Лосикеро, Бостаф     | «Отстранённый (Лишившийся рассудка)» | 4:34         |
| 4.                  | «Step by Step»                           | Лосикеро, Андерсон      | Калверт, Лосикеро, Бостаф     | «Шаг за шагом»                       | 4:52         |
| 5.                  | «Twisted into Form»                      | Лосикеро                | Калверт, Лосикеро, Бостаф     | «Скрученный в форму»                 | 4:26         |
| 6.                  | «R.I.P.»                                 | Андерсон                | Калверт, Лосикеро, Бостаф     |                                      | 7:37         |
| 7.                  | «Spiral Depression» (Инструментальная)   | —                       | Калверт, Лосикеро             | «Усугубляющаяся депрессия»           | 1:49         |
| 8.                  | «Tossed Away»                            | Лосикеро                | Калверт, Лосикеро, Бостаф     | «Отброшенный»                        | 4:36         |
| 9.                  | «One Foot in Hell»                       | Лосикеро                | Лосикеро, Бостаф              | «Одной ногой в аду»                  | 6:13         |
| Общая длительность: | Общая длительность:                      | Общая длительность:     | Общая длительность:           | Общая длительность:                  | 41:09        |

| №  | Название                               | Автор(ы)                       | Перевод названия      | Длительность |
| -- | -------------------------------------- | ------------------------------ | --------------------- | ------------ |
| 1. | «As Good as Dead» (Концертная запись)  | Андерсон, Лосикеро, Робб Флинн | «Практически мёртвый» | 4:09         |
| 2. | «Chalice of Blood» (Концертная запись) | Андерсон, Флинн                | «Чаша крови»          | 4:49         |

| №  | Название                                    | Автор(ы)                                              | Перевод названия    | Длительность |
| -- | ------------------------------------------- | ----------------------------------------------------- | ------------------- | ------------ |
| 1. | «Victim of Changes» (Концертная запись)     | Эл Аткинс, Роб Хэлфорд, Кей Кей Даунинг, Гленн Типтон | «Жертвы перемен»    | 8:20         |
| 2. | «Forbidden Evil» (Концертная запись)        | Андерсон, Лосикеро, Флинн                             | «Запретное зло»     | 5:43         |
| 3. | «Chalice of Blood» (Концертная запись)      | Андерсон, Флинн                                       | «Чаша крови»        | 5:45         |
| 4. | «Through Eyes of Glass» (Концертная запись) | Андерсон, Глен Элвелас, Лосикеро                      | «Глазами из стекла» | 6:20         |

## Участники записи
Forbidden:
- Расс Андерсон — вокал
- Тим Калверт — гитара
- Крейг Лосикеро — гитара
- Мэтт Камачо — бас-гитара
- Пол Бостаф — ударные

Приглашённые музыканты:
- Death Angel — бэк-вокал на треках «Out of Body» и «R.I.P.»

Технический персонал:
- Майкл Розен — продюсирование и звукорежиссура
- Майк Семаник — помощник звукорежиссёра
- Хауи Вайнберг — мастеринг
- Кент Матьё — обложка